# Maha Sarakham
Maha Sarakham é uma cidade da Tailândia, a capital da província de Maha Sarakham, na Região Nordeste do país (Isan). Sua população é de 40 154 habitantes, aproximadamente. Sarakham, como é conhecida por seus habitantes, está localizada em uma área de cultivo de arroz na planície Korat sul, abrangendo o rio Chi.
A cidade tem sido conhecida como um centro regional de educação, o chamado Taksila de Isan (tendo este nome a partir do antigo centro hindu de aprendizagem). Abriga seis faculdades, bem como a Maha Sarakham University (MSU) e Maha Sarakham Rajabhat University. Sarakham é vista como uma cidade universitária, por sua população jovem e cosmopolita em evidência no centro da cidade e perto do campus, a poucos quilômetros de distância em Kamlieng.